# .DS Store
En el sistema operativo macOS de Apple, .DS_Store es un archivo que almacena atributos personalizados de la carpeta que lo contiene, como la posición de los iconos o la imagen de fondo. El nombre es una abreviación de desktop services store (‘almacén de servicios de escritorio’), el cual denota su propósito; sus funciones se asemejan a las del archivo desktop.ini de Microsoft Windows. El programa Finder crea y actualiza un archivo .DS_Store para cada una de las carpetas. Al comenzar con un carácter de punto, su nombre permite ocultar el archivo de manera predeterminada en Finder y otras herramientas de Unix. Su estructura interna es privativa.